# Cornelis Dekker (historicus)
Cornelis Dekker (Wemeldinge, 22 augustus 1933 - Odijk, 18 december 2012) was een Nederlands archivaris en historicus.
Cornelis Dekker vertrok, nadat hij zijn gymnasium α aan het Christelijk Lyceum in Goes had voltooid en zijn legerdienst had vervuld, naar de Rijksuniversiteit Gent om er geschiedenis van de middeleeuwen te studeren bij onder meer paleograaf en diplomaticus Egied I. Strubbe en er in 1959 af te studeren bij de mediëvist François Louis Ganshof.
Vervolgens begon hij aan een archiefopleiding en liep hij stage bij het Algemeen Rijksarchief in Den Haag en wist hij een tijdelijke aanstelling te verkrijgen bij het Hoogheemraadschap van Delfland. Nadat hij in 1961 chartermeester was geworden bij het Rijksarchief in Utrecht, volgde hij er in 1975 Marinus van Buijtenen op als Rijksarchivaris. Intussen had hij ook een lesopdracht, eerst voor het vak paleografie en dan voor het vak kerkelijke instellingen, aanvaard aan de Rijksarchiefschool (1967-1981). In 1970 kreeg hij een aanstelling als docent paleografie en archiefkennis aan de Rijksuniversiteit Utrecht (1970-1981). In 1971 promoveerde hij cum laude tot doctor in de geschiedenis bij de mediëvist Co van de Kieft met een proefschrift getiteld Zuid-Beveland: de historische geografie en de instellingen van een Zeeuws eiland in de Middeleeuwen.
In 1981 werd hij benoemd tot buitengewoon hoogleraar in de archiefwetenschap en de paleografie van de 14e tot en met de 17e eeuw aan de Rijksuniversiteit Utrecht, waarop hij zijn twee vorige leeropdrachten liet varen. In 1987 werd hij lid van de Koninklijke Nederlandse Akademie van Wetenschappen (KNAW). Hij was sinds 1992, totdat hij bij het Utrechtse Rijksarchief afzwaaide, ook met de hoofdredactie belast van het driedelige werk Geschiedenis van de provincie Utrecht.

## Beknopte bibliografie[1]
- C. Dekker, Zuid-Beveland. De historische geografie en de instellingen van een Zeeuws eiland in de middeleeuwen, Assen, 1971.
  - C. Dekker, Zuid-Beveland. De historische geografie en de instellingen van een Zeeuws eiland in de middeleeuwen, Krabbendijke, 19822.
- C. Dekker, Het Kromme Rijngebied in de middeleeuwen. Een institutioneel-geografische studie, Zutphen - Utrecht, 1983.
- R. Baetens - C. Dekker - S. Maarschalkerweerd-Dechamps, Album palaeographicum XVII Provinciarum: paleografisch album van Nederland, België, Luxemburg en Noord-Frankrijk, Turnhout - Utrecht, 1992.
- C. Dekker - e.a. (edd.), Geschiedenis van de provincie Utrecht, 3 dln., Utrecht, 1997.
- C. Dekker, Een schamele landstede. Geschiedenis van Goes tot aan de Satisfactie in 1577, Goes, 2002.
- C. Dekker - R. Baetens, Geld in het water. Antwerps en Mechels kapitaal in Zuid-Beveland na de stormvloeden in de 16e eeuw, Hilversum, 2010.

## Referentie
- P.A. Henderikx, Cornelis Dekker 22 augustus 1933 – 18 december 2012, in Levensberichten en herdenkingen 2013 (KNAW), pp. 18-23.